# Single-wire earth return

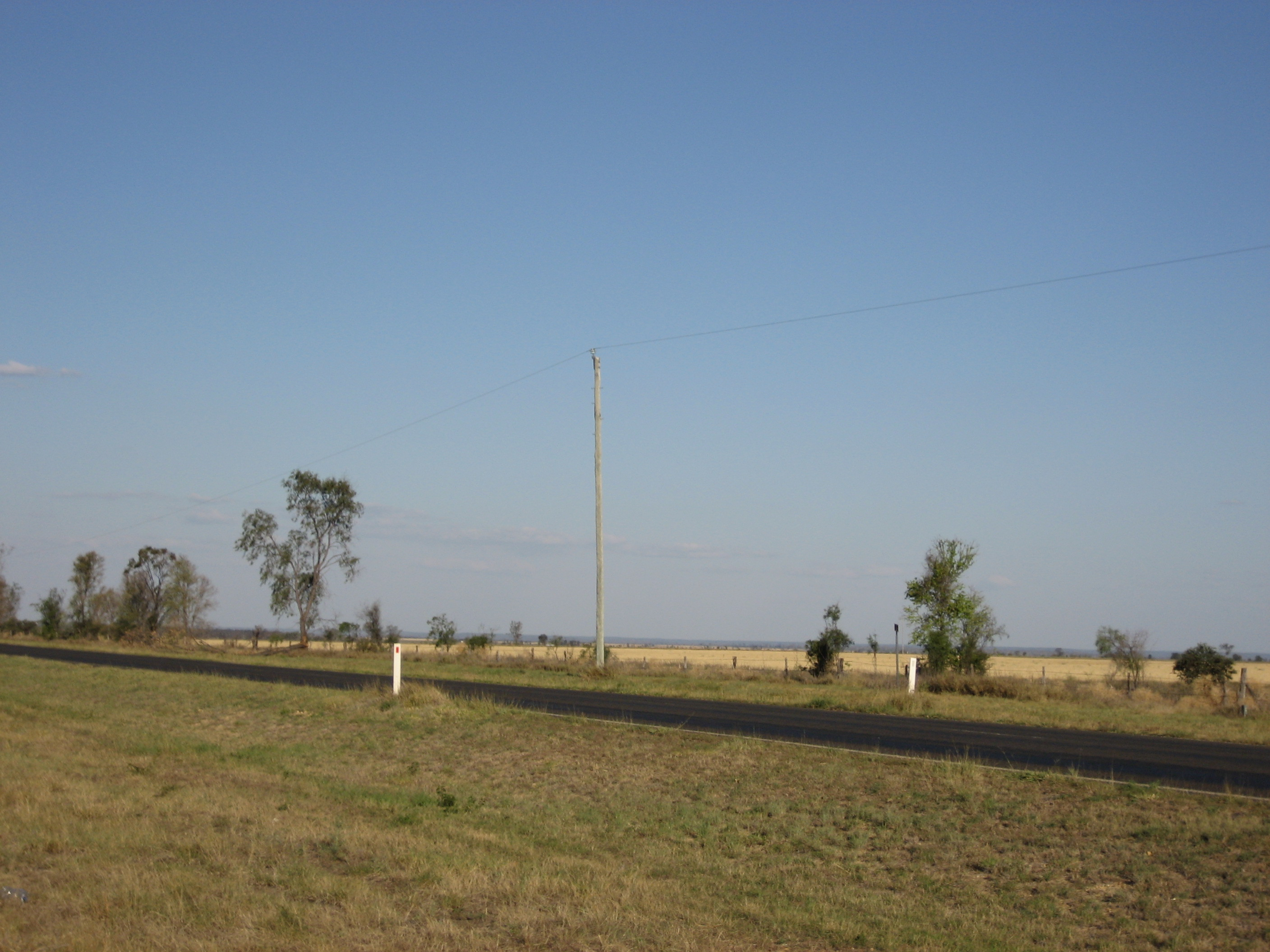
Línia elèctrica SWER a Queensland

Single-wire earth return (SWER) o single-wire ground return és una línia de transmissió del cable senzill que subministra energia elèctrica monofàsica des d'una xarxa elèctrica a zones remotes a baix cost. La seva característica distintiva és que la presa de terra s'usa com la via de retorn per al corrent, per evitar la necessitat d'un segon filferro (o cable neutre) per actuar com un camí de retorn.
El single-wire earth return s'utilitza principalment per a l'electrificació rural, però també s'utilitza per a grans càrregues aïllades, com les bombes d'aigua. També s'utilitza per a corrent continu d'alta tensió sobre cable de transmissió submarí. La tracció elèctrica monofàsica ferroviària, com ara el tren lleuger, utilitza un sistema molt similar. En aquest sistema s'utilitzen resistències a la presa de terra per reduir els riscos de tensions de fase, però els corrents de retorn primaris a través dels carrils.